# Нёльдеке, Теодор
Теодо́р Нёльдеке (нем. Theodor Nöldeke; 2 марта 1836, Харбург — 25 декабря 1930, Карлсруэ) — немецкий ориенталист.
Автор работ по семитологии, арабистике, иранистике, тюркологии. Один из авторов Encyclopaedia Biblica.
Профессор восточных языков Кильского (с 1868 года) и Страсбургского (1872—1906) университетов. С 1885 года член-корреспондент Петербургской АН, с 1926 года почётный член АН СССР.

## Некоторые труды
- Geschichte des Qorans, 1860. Новое издение Hildesheim 2005. ISBN 3-487-00105-5
- Beiträge und Neue Beiträge zur semitischen Sprachwissenschaft. 1981. ISBN 9060221842
- Das iranische Nationalepos, 1920 (перевод Iranian National Epic, 1977. ISBN 0879914602)
- Orientalische Skizzen, 1892 (перевод Sketches from Eastern History, 1977. ISBN 0879914610)
- Das Leben Mohammeds, 1863
- Beiträge zur Kenntnis der Poesie der alten Araber, 1864
- Die alttestamentliche Literatur, 1868
- Untersuchungen zur Kritik des Alten Testaments, 1869
- Geschichte der Perser und Araber zur Zeit der Sasaniden. Aus der arabischen Chronik des Tabari übersetzt, 1879 (перепечатка Leiden 1973)
- Zur Grammatik des klassischen Arabisch, 1896
- Fünf Mo’allaqat, übersetzt und erklärt, 1899—1901
- James A. Crichton (переводчик): Compendious Syriac grammar. With a table of characters by Julius Euting, 1904
- Mandäische Grammatik; mit einer lithographirten Tafel der Mandäischen Schriftzeichen, 1875